# Carl-Gustaf Klerck
Carl-Gustaf Klerck (ur. 28 grudnia 1885 w gminie Klippan, zm. 29 marca 1976 w Lund) – szermierz, szablista reprezentujący Szwecję, uczestnik letnich igrzysk olimpijskich w Sztokholmie w 1912 roku.